# Helena Falk
Helena Elisabeth Falk, född 10 november 1978 i Spånga, Stockholm, är en svensk Crossfitatlet, boxare och kampsportare.

## Meriter[2]

### Boxning
- 2 SM-guld
- 2 NM-guld
- 2 EM-brons

### Karate
- Junior-SM-guld
- SM-silver
- NM-brons

### Kung Fu
- SM-guld
- All Style Open guld
- Master Cup guld

### Crossfit
- Regionals(team) guld
- Games(team) 5th
- Games(masters) 8th

### weight lifting
- SM-guld